# إكس أيه آي
إكس أيه آي كروب (بالإنجليزية: X.AI Corp) هي شركة أمريكية ذات منفعة عامة تعمل في مجال الذكاء الاصطناعي (AI). أسسها إيلون ماسك في مارس 2023، وهدفها المعلن هو "فهم الطبيعة الحقيقية للكون".
في 28 مارس 2025، أعلن إيلون ماسك استحواذ شركة إكس أيه آي على شركة إكس كورب. الشقيقة، المطورة لمنصة X، والتي سبق أن استحوذ عليها ماسك في أكتوبر 2022. وقدّرت هذه الصفقة، وهي صفقة أسهم بالكامل، قيمة X بـ 33 مليار دولارٍ، بتقييمٍ إجماليٍّ قدره 45 مليار دولار عند احتساب ديون بقيمة 12 مليار دولار. في الوقت نفسه، بلغت قيمة شركة إكس أيه آي نفسها 80 مليار دولار.

## تاريخ

### التاريخ المالي
تأسست شركة إكس أيه آي على يد إيلون ماسك في 9 مارس 2023، ومنذ ذلك الحين، تتخذ من منطقة خليج سان فرانسيسكو في كاليفورنيا مقرًا لها. استقطب ماسك إيغور بابوشكين، الذي كان مرتبطًا سابقًا بوحدة "جوجل ديب مايند"، ليكون كبير المهندسين في الشركة. أعلن ماسك رسميًا عن تشكيل xAI في 12 يوليو 2023.
في ديسمبر 2023، كشفت xAI في إيداع لدى هيئة الأوراق المالية والبورصات الأمريكية (SEC) أنها جمعت 134.7 مليون دولار أمريكي من التمويل الخارجي من أصل مليار دولار كحد أقصى. على الرغم من هذا الإيداع، ادعى ماسك لاحقًا عبر منصة X أن xAI لا تسعى لأي تمويل.
في مايو 2024، أشارت التقارير إلى أن إكس أيه آي تسعى لجمع 6 مليارات دولار من التمويل. وفي وقت لاحق من الشهر نفسه، حصلت الشركة على دعم من عدة شركات رأسمال استثماري، بما في ذلك أندريسن هورويتز، ولايت سبيد فنتشر بارتنرز، وسيكويا كابيتال، وترايب كابيتال.
اعتبارًا من أغسطس 2024، كان ماسك يحوّل عددًا كبيرًا من شرائح Nvidia التي كانت قد طلبتها شركة تسلا إلى X وxAI. في 23 ديسمبر 2024، جمعت xAI مبلغًا إضافيًا قدره 6 مليارات دولار في جولة تمويل مدعومة من فيداليتي، وبلاك روك، وسيكويا كابيتال، وغيرها، مما جعل إجمالي تمويلها يتجاوز 12 مليار دولار.
في 10 فبراير 2025، قدمت إكس أيه آي ومستثمرون آخرون عرضًا للاستحواذ على OpenAI مقابل 97.4 مليار دولار. في 17 مارس 2025، استحوذت إكس أيه آي على Hotshot، وهي شركة ناشئة تعمل على تطوير أدوات توليد الفيديو المدعومة بالذكاء الاصطناعي. في 28 مارس 2025، أعلن إيلون ماسك أن إكس أيه آي استحوذت على الشركة الشقيقة X Corp.، مطورة منصة التواصل الاجتماعي X (تويتر سابقًا)، والتي كان ماسك قد استحوذ عليها في أكتوبر 2022. الصفقة، التي تمت بالكامل في شكل أسهم، قدرت قيمة X بـ 33 مليار دولار، ووصل تقييمها الكامل إلى 45 مليار دولار عند احتساب 12 مليار دولار من الديون. في المقابل، قدرت قيمة إكس أيه آي نفسها بـ 80 مليار دولار. تم دمج الشركتين في كيان واحد يسمى X.AI Holdings Corp. في 24 أبريل 2025، بدأ موقع إكس أيه آي الإلكتروني في إدراج وظائف لمنصة X. سابقًا، كانت الوظائف في X تُعلن حصريًا على منصة X.

### الأثر البيئي
في يونيو 2024، أعلنت غرفة التجارة الكبرى في ممفيس أن شركة إكس أيه آي تخطط لبناء "كولوسس" (Colossus)، وهو أكبر حاسوب عملاق في العالم، في ممفيس بولاية تينيسي. بعد 122 يومًا من البناء، أصبح الحاسوب العملاق يعمل بكامل طاقته في ديسمبر 2024. أعربت الحكومة المحلية في ممفيس عن قلقها بشأن تزايد استهلاك الكهرباء، الذي يصل إلى 150 ميغاواط في الذروة. وبينما يجري العمل على اتفاق مع المدينة، نشرت الشركة 14 مولدًا محمولًا يعمل بغاز الميثان من نوع VoltaGrid لتعزيز إمدادات الطاقة مؤقتًا. يقول دعاة حماية البيئة إن توربينات حرق الغاز تبعث كميات كبيرة من الغازات المسببة لتلوث الهواء، وإن إكس أيه آي كانت تشغل التوربينات بشكل غير قانوني دون الحصول على التصاريح اللازمة. في 6 مايو 2025، أفادت صحيفة "نيويوركر" أن معدات التصوير الحراري التي استخدمها متطوعون حلّقوا فوق الموقع أظهرت ما لا يقل عن 33 مولدًا تنبعث منها حرارة، مما يشير إلى أنها كانت تعمل جميعها. تبعث هذه المولدات المثبتة على الشاحنات نفس الملوثات التي تصدرها أجهزة احتراق الغاز الأخرى، بما في ذلك أكاسيد النيتروجين والفورمالديهايد.

## منتجات
وفقًا لماسك في يوليو 2023، فإن الذكاء الاصطناعي "الصحيح سياسيًا" سيكون مضللاً بشكل خطير، مستشهداً بـ HAL 9000 الخيالي من فيلم "2001: أوديسة الفضاء" عام 1968 كمثال. بدلاً من ذلك، قال ماسك إن إكس أيه آي ستكون "الأكثر سعيًا للحقيقة". كما ذكر ماسك أنه يعتزم أن تكون إكس أيه آي أفضل في التفكير الرياضي من النماذج الموجودة.
في 4 نوفمبر 2023، كشفت إكس أيه آي عن غروك، روبوت الدردشة المدعم بالذكاء الاصطناعي المدمج مع X. صرحت إكس أيه آي أنه عندما يخرج الروبوت من المرحلة التجريبية، سيكون متاحًا فقط لمشتركي X's Premium+.
في مارس 2024، أصبح Grok متاحًا لجميع مشتركي X Premium؛ وكان متاحًا في السابق فقط لمشتركي Premium+.
في 17 مارس 2024، أطلقت إكس أيه آي Grok-1 كمصدر مفتوح.
في 29 مارس 2024، أُعلن عن Grok-1.5، بقدرات "تفكير محسّنة" وطول سياق يبلغ 128,000 رمز.
في 12 أبريل 2024، أُعلن عن Grok-1.5 Vision (Grok-1.5V).
في 14 أغسطس 2024، أصبح Grok-2 متاحًا لمشتركي X Premium. وهو أول نموذج Grok يمتلك قدرات توليد الصور.
في 21 أكتوبر 2024، أطلقت إكس أيه آي واجهة برمجة تطبيقات (API).
في 9 ديسمبر 2024، أطلقت إكس أيه آي نموذج تحويل النص إلى صورة يُسمى Aurora.
في 17 فبراير 2025، أطلقت إكس أيه آي Grok-3، والذي يتضمن ميزة التفكير. كما قدّمت إكس أيه آي وظيفة بحث الويب تسمى DeepSearch.
في مارس 2025، أضافت إكس أيه آي ميزة تحرير الصور إلى Grok، مما يتيح للمستخدمين تحميل صورة، ووصف التغييرات المطلوبة، وتلقي نسخة معدلة. إلى جانب ذلك، أطلقت إكس أيه آي DeeperSearch، وهي نسخة محسنة من DeepSearch.

## انظر ايضًا
- غروك
- كولوسوس